# Carlos Corberán Vallet
Carlos Corberán Vallet   (Xest, 7 d'abril de 1983) és un exfutbolista i entrenador de futbol valencià. Actualment, entrena el València Club de Futbol.

## Trajectòria
Corberán va iniciar la seua carrera futbolística com a porter al CD Cheste i al València CF i, posteriorment, al Riba-roja CF. Amb tot, als 23 anys va decidir centrar-se en ser entrenador, professió que ha exercit des de llavors en diversos equips d'arreu del món. Inicialment vinculat als filials del Vila-real CF (Vila-real B i Vila-real C), va debutar en la primera divisió el 2010 quan va convertir-se en assistent de Juan Carlos Garrido. Posteriorment, ha entrenat a nombrosos equips internacionals, com ara l'Al-Ittihad i l'Al-Nassr, d'Aràbia Saudita; el Doxa Katokopias i l'Ermis Aradippou, de Xipre, i l'Olympiakos FC, de Grècia. A Anglaterra, on ha desenvolupat la major part de la seua carrera, ha passat pel Leeds United FC (com a assistent de Marcelo Bielsa), el Huddersfield Town FC i el West Bromwich Albion FC. El dia de Nadal del 2024, fou anunciat com a nou entrenador principal del València CF, en substitució de Rubén Baraja.